# آدم بيرغ
آدم بيرغ (بالألمانية: Adam Berg)‏ هو ناشر ألماني، ولد في 1540 في نورنبرغ في ألمانيا، وتوفي في 1610 في ميونخ في ألمانيا.